# Гемаглютинін

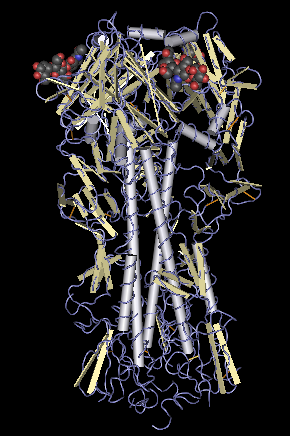
Молекула Гемаглютиніна

Гемаглютинін — речовина, яка призводить до гемаглютинації (аглютинації еритроцитів крові).
Так як один екземпляр гемаглютиніну практично не впливає на гемаглютинацію, загалом говорять про певну кількість гемаглютинінів — тобто вживають поняття гемаглютиніни (множина).
Найчастіше, за хімічною природою гемаглютиніни з глікопротеїнів (наприклад лектини), за функціональним визначенням — це антитіла. Таким чином гемаглютиніни можуть бути також складовими елементами складніших сполук і структур (наприклад, вірусів).
Деякі види:
- Гемаглютинін грипу
- Гемаглютинін кору
- Гемаглютинін-нейрамінідаза парагрипу
- Гемаглютинін-нейрамінідаза паротиту («свинки»)
- PH-E форма фітогемаглютиніну

## Серологія
Кожен вид гемаглютиніну має специфічну структуру, що широко застосовують в серології, зокрема в діагностиці: реакція гемаглютинації (РГА), реакція пасивної гемаглютинації (РПГА), реакція гальмування гемаглютинації (РГГА).
Найбільш поширеним у практичній медицині є використання РГА, зокрема при визначення груп крові людини за допомогою стандартних гемаглютинуючих групоспецифічних сироваток у відповідному розведенні за системою AB0.